# Anty-Katyń

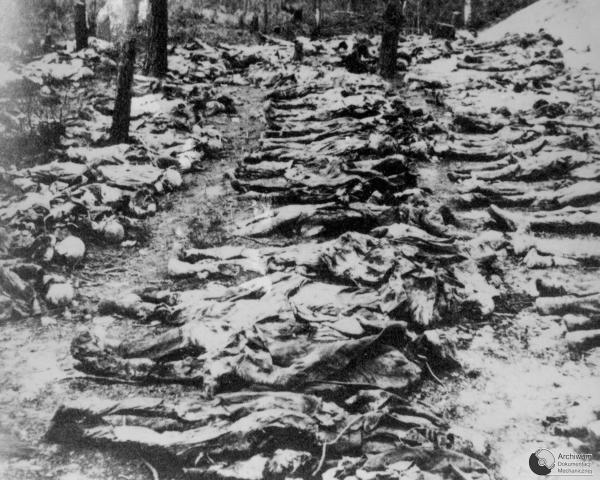
Ofiary zbrodni katyńskiej

Anty-Katyń (niekiedy również kontr-Katyń) – termin stosowany przez historyków na określenie radzieckiej i rosyjskiej akcji propagandowej, której celem jest relatywizacja zbrodni katyńskiej przez powiązanie jej z wysoką śmiertelnością wśród jeńców sowieckich w niewoli polskiej (1919–1921), rzekomo spowodowaną przez zbrodnie popełnione na jeńcach.
W opinii rosyjskiej historyczki Inessy Jażborowskiej problem anty-Katynia związany jest ze strachem przed wyjaśnieniem zbrodni katyńskiej i uznaniem odpowiedzialności za nią sowieckiego kierownictwa partyjno-państwowego; wykorzystują go rosyjskie ugrupowania komunistyczne i nacjonalistyczne.

Zjawisko to zostało zapoczątkowane rozporządzeniem prezydenta ZSRR Michaiła Gorbaczowa z 3 listopada 1990 roku, zawierającym polecenie zebrania archiwaliów o tych wydarzeniach z historii stosunków dwustronnych, w których straty poniosła strona sowiecka, co miało osłabić wydźwięk komunikatu Agencji TASS o uznaniu zbrodni katyńskiej za przestępstwo stalinowskie. Wkrótce po tym w prasie i w czasopismach naukowych zaczęły się ukazywać artykuły o rzekomym wymordowaniu jeńców sowieckich przez Polaków, niektóre pod znamiennymi tytułami, jak np. Strzałkowo polski Katyń, Czerwonoarmiści w piekle polskich obozów koncentracyjnych, Tragedia zamordowanych w polskich lochach. Rosyjski konsul Boris Szardakow posunął się do wyrażenia 7 listopada 1994 roku w Krakowie następującej opinii: 

Józef Piłsudski utworzył w 1920 r. obozy koncentracyjne dla jeńców wojennych – żołnierzy i oficerów Armii Czerwonej, w których zamordowano bez sądu 60 tys. osób, a z niektórych z nich Polacy robili sobie tarcze strzelnicze (...). Józef Piłsudski jest takim samym zbrodniarzem, jak Józef Stalin.

W związku z opisywanymi artykułami, już w 1990 roku strona polska zaprosiła historyków radzieckich do badań w polskich archiwach, co nie spotkało się jednak z szerszym odzewem, natomiast w 1998 roku rosyjski prokurator generalny Jurij Czajka wystosował list do strony polskiej z prośbą o wyjaśnienie losów jeńców i wszczęcie śledztwa w sprawie ludobójstwa. W odpowiedzi minister Hanna Suchocka zwróciła uwagę na niestosowność użycia tego terminu i ponownie zaprosiła Rosjan do współpracy. 
O problemach związanych działaniami propagandowymi określanymi mianem „anty-Katynia” pisali i wypowiadali się m.in. polscy i rosyjscy historycy Daniel Boćkowski, Inessa Jażborowska, Krzysztof Komorowski, Wojciech Materski, Andrzej Nowak, Nikita Pietrow, Andrzej Przewoźnik, Waldemar Rezmer, Marek Tarczyński i Zbigniew Karpus; Zbigniew Karpus prowadził także wykłady pod tytułem Sytuacja jeńców sowieckich w Polsce w latach 1920–1922 (Anty-Katyń). Termin „anty-Katyń” jest stosowany w publikacjach analityków zajmujących się studiami wschodnimi oraz w publicystyce historycznej (m.in. artykuły Dariusza Baliszewskiego). W swoich publikacjach stosowała go polska Rada Ochrony Pamięci Walk i Męczeństwa. O problemie anty-Katynia pisały polskie media, m.in. „Gazeta Wyborcza”, „Rzeczpospolita”, „Tygodnik Powszechny” i „Wprost”. 
Działania mające na celu rzetelne informowanie o problematyce jeńców sowieckich w Polsce podjęły instytucje państwowe. W latach 1997–98 w serii wydawniczej powstającej we współpracy z Radą Ochrony Pamięci Walk i Męczeństwa ukazały się dwa tomy poświęcone obozowi w Tucholi. Na skutek nawiązanej w 2000 roku współpracy, w 2004 roku Naczelna Dyrekcja Archiwów Państwowych i Federalna Agencja ds. Archiwów Rosji wspólnie wydały w języku rosyjskim zbiór 338 dokumentów Krasnoarmiejcy w polskom plenu w 1919–1922 g. Sbornik dokumentow i materiałow (ros. Красноармейцы в польском плену в 1919–1922 гг. Сборник документов и материалов). Publikacja ta, przygotowana wspólnie przez historyków polskich i rosyjskich, obaliła rozpowszechniane często w Rosji opinie wymieniające zawyżoną liczbę ofiar śmiertelnych wśród tej grupy ofiar wojny (40, 60 bądź ponad 100 tysięcy); odrzuciła także tezę o masowych rozstrzeliwaniach sowieckich jeńców w polskich obozach, co, zdaniem niektórych historyków rosyjskich, „uzasadniało” w oczach Stalina zbrodnię katyńską. Tym samym, zdaniem Adama Daniela Rotfelda, dyplomaty i specjalisty w zakresie stosunków międzynarodowych, byłego polskiego ministra spraw zagranicznych i współprzewodniczącego Polsko-Rosyjskiej Grupy do Spraw Trudnych, „zebrane tam dokumenty jednoznacznie obalają propagandowe tezy – sztucznie sfabrykowany tzw. anty-Katyń”. Jednocześnie jednak Rotfeld zwrócił uwagę na fakt, że zbiór ten do tej pory nie miał w Rosji prezentacji i zalega w magazynach (wypowiedź z 2010 roku). Ponadto w 2005 roku powstał film dokumentalny Zapomniani jeńcy w reżyserii Zbigniewa Wawera (dla TVP3), odnoszący się do kwestii „anty-Katynia” i ukazujący w sposób chronologiczny wszystkie zagadnienia związane z losami jeńców bolszewickich w polskiej niewoli, a w 2006 roku Wojskowe Biuro Badań Historycznych polskiego Ministerstwa Obrony Narodowej wydało po angielsku książkę Krzysztofa Komorowskiego i Witolda Rawskiego Anti-Katyn, Soviet Prisoners of War in Poland: Facts and Myths. 
Pomimo powyższych starań, problem traktowania zbrodni katyńskiej jako odwetu za rzekome zbrodnie na jeńcach rosyjskich wciąż powraca. Historyk Andrzej Nowak zauważa, że częstotliwość odwoływania się do tego kłamstwa wielokrotnie wzrosła pod rządami Władimira Putina. Podobne wypowiedzi padały z ust samego Władimira Putina, przedstawicieli Rosyjskiej Cerkwi Prawosławnej (ihumen Filip (Riabych)) i przedstawicieli władz lokalnych (np. gubernator obwodu kemerowskiego Aman Tulejew). W 2006 roku nacjonalistyczne pismo rosyjskie „Nasz sowriemennik” opublikowało artykuł Władysława Szweda Anty-Katyń, oskarżający Polaków o zbrodnie na jeńcach i przeciwstawiający tę sprawę zbrodni katyńskiej. W 2008 został zatwierdzony do szkół rosyjskich podręcznik Historia Rosji 1900–1945. Stwierdza się w nim m.in., że mord NKWD na polskich oficerach był „sprawiedliwą zemstą historyczną”. 
W maju 2011 roku nieznani sprawcy umocowali tabliczkę propagandową na obelisku pod Strzałkowem, upamiętniającym 90. rocznicę odzyskania niepodległości, z napisem w języku rosyjskim: „Tutaj spoczywa 8000 radzieckich czerwonoarmistów, brutalnie zamęczonych w polskich obozach śmierci w latach 1919–1921”. O tabliczce informowała należąca do Gazprom-media rosyjska telewizja NTV, nazywając osoby, które zawiesiły tablicę, „nieznanymi patriotami”. Polski historyk Zbigniew Karpus wypowiedział się o tej akcji w kontekście „anty-Katynia”, a doradca prezydenta RP i historyk Tomasz Nałęcz określił ją jako „prowokację, propagandę rodem z ZSSR”. Tablica została usunięta z obelisku decyzją wojewody wielkopolskiego, a postępowanie w sprawie zawieszenia tablicy wszczęła prokuratura i policja.
24 maja 2011 roku rosyjska publiczna stacja telewizyjna Pierwyj kanał wyemitowała podczas wieczornych wiadomości czteroipółminutowy film o „polskich obozach śmierci”, a rosyjski historyk prof. Giennadij Matwiejew, członek Polsko-Rosyjskiej Grupy do Spraw Trudnych, od lat z uporem kontynuujący wątek „anty-Katynia” wbrew wynikom własnych badań naukowych, stwierdził w telewizji, że Polska nie przekazała Rosji list zmarłych w polskiej niewoli jeńców bolszewickich z wojny z lat 1919–20, choć taki obowiązek nakładał na nią traktat ryski z 1921 roku. W maju 2011 roku w rosyjskim czasopiśmie naukowym „Woprosy istorii” ukazał się artykuł pt. Sprawa katyńska: na drodze do prawdy (ros. Катынское дело: на пути к правде) autorstwa prof. Inessy Jażborowskiej z Rosyjskiej Akademii Nauk, również będącej członkiem Polsko-Rosyjskiej Grupy do Spraw Trudnych, w którym odniosła się ona do sprawy „anty-Katynia” jako do przykładu fałszowania historii i stwierdziła, że ostateczne zamknięcie sprawy Katynia zależy od woli politycznej przywódców Polski i Rosji. 
W 2011 roku Państwowy Fundusz Filmowy Federacji Rosyjskiej ogłosił konkurs na scenariusz filmu zatytułowanego Śmierć czerwonoarmistów w polskiej niewoli. Aleksandr Gurjanow z rosyjskiego Stowarzyszenia „Memoriał” uważa za prawdopodobne, że ten film ma wspierać „anty-Katyń”. Zdaniem innego przedstawiciela „Memoriału”, historyka Nikity Pietrowa, film powstaje na zamówienie polityczne, a jego zadaniem ma być wytworzenie komunikatu, że zbrodnie stalinowskie nie były wyjątkowe, że również Polacy mordowali Rosjan. 
W 2017 Rosjanie ustawili na terenie polskiego cmentarza wojennego w Katyniu wystawę z plansz ukazujących rzekomą gehennę jeńców sowieckich. Oświadczenie w tej sprawie opublikował IPN.
Sprawę wykorzystywania przez propagandę rosyjską tematu jeńców bolszewickich w niewoli polskiej porusza film dokumentalny Co mogą martwi jeńcy autorstwa Anny Ferens, nakręcony w 2010 roku.